# Oenanthe macrosciadia
Oenanthe macrosciadia är en flockblommig växtart som beskrevs av Heinrich Moritz Willkomm. Oenanthe macrosciadia ingår i släktet stäkror, och familjen flockblommiga växter. Inga underarter finns listade i Catalogue of Life.